# PMRC

Az 1996 óta használt figyelmeztető matrica.

A PMRC (teljes nevén Parents Music Resource Center) egy amerikai testület volt, melyet 1985-ben alapítottak azzal a kifejezett céllal, hogy a gyermekek zenehallgatási szokásai felett a szülők kontrollját erősítsék.
A testületet befolyásos amerikai politikusok és üzletemberek feleségei hozták létre: 
- Tipper Gore (férje Al Gore szenátor, az Amerikai Egyesült Államok későbbi alelnöke),
- Susan Baker (férje James Baker a Reagan-kormány pénzügyminisztere),
- Pam Howar (férje Raymond Howar, washingtoni ingatlanbefektető),
- Sally Nevius (férje John Nevius, Washington D.C. Városi Tanácsának egykori elnöke).

A PMRC elérte, hogy az erőszakos, kábítószeres vagy szexuális témájú dalszövegeket tartalmazó hanghordozókra a lemezkiadók figyelmeztető matricákat ragasszanak „Explicit Lyrics, Parental Advisory” (magyarul kb.: Szókimondó szövegek, szülői felügyelettel) felirattal. Az ügyben 1985. szeptemberében az Amerikai Szenátus meghallgatást tartott, melyen a PMRC vádjai ellen több zenész is felszólalt (Dee Snider, Frank Zappa, John Denver). A PMRC tevékenységéről a VH1 zenecsatorna készített dokumentumfilmet Warning: Parental Advisory címmel 2002-ben.
Az Egyesült Államokban sok lemezbolt elutasította a felcímkézett albumok árusítását (a legfontosabb ezek közül a Wal-Mart), más helyeken pedig csak felnőttek vásárolhatták meg őket. Többek között Frank Zappa Grammy-díjas albuma, a Jazz from Hell is figyelmeztető matricát kapott, feltehetően a "G-Spot Tornado" (G-pont tornádó) című dal miatt, pedig a nagylemez teljes egészében instrumentális dalok gyűjteménye, egyáltalán nincs a daloknak szövege.

## A Piszkos Tizenöt
A PMRC kiadott egy listát a szerintük legkifogásolhatóbb 15 dallal, melyet a „Piszkos tizenöt”-nek neveztek el.
| #  | Előadó          | Dalcím                          | Dalszöveg témája           |
| -- | --------------- | ------------------------------- | -------------------------- |
| 1  | Prince          | "Darling Nikki"                 | szex, maszturbálás         |
| 2  | Sheena Easton   | "Sugar Walls"                   | szex                       |
| 3  | Judas Priest    | "Eat Me Alive"                  | szex                       |
| 4  | Vanity          | "Strap On 'Robbie Baby'"        | szex                       |
| 5  | Mötley Crüe     | "Bastard"                       | erőszak, káromkodás        |
| 6  | AC/DC           | "Let Me Put My Love Into You"   | szex                       |
| 7  | Twisted Sister  | "We're Not Gonna Take It"       | erőszak                    |
| 8  | Madonna         | "Dress You Up"                  | szex                       |
| 9  | W.A.S.P.        | "Animal (Fuck Like a Beast)"    | szex, káromkodás           |
| 10 | Def Leppard     | "High 'n' Dry (Saturday Night)" | drog- és alkoholfogyasztás |
| 11 | Mercyful Fate   | "Into the Coven"                | okkultizmus                |
| 12 | Black Sabbath   | "Trashed"                       | drog- és alkoholfogyasztás |
| 13 | Mary Jane Girls | "In My House"                   | szex                       |
| 14 | Venom           | "Possessed"                     | okkultizmus                |
| 15 | Cyndi Lauper    | "She Bop"                       | szex, maszturbálás         |

## Fordítás
- Ez a szócikk részben vagy egészben  a   Parents Music Resource Center című angol Wikipédia-szócikk fordításán alapul.  Az eredeti cikk szerkesztőit annak laptörténete sorolja fel. Ez a jelzés csupán a megfogalmazás eredetét és a szerzői jogokat jelzi, nem szolgál a cikkben szereplő információk forrásmegjelöléseként.
- Ez a szócikk részben vagy egészben  a   Parental Advisory című angol Wikipédia-szócikk fordításán alapul.  Az eredeti cikk szerkesztőit annak laptörténete sorolja fel. Ez a jelzés csupán a megfogalmazás eredetét és a szerzői jogokat jelzi, nem szolgál a cikkben szereplő információk forrásmegjelöléseként.